# Sneeuwstorm van 14 februari 1979
De sneeuwstorm van 14 februari 1979 was de zwaarste sneeuwstorm van de 20e eeuw in Nederland. Het openbare leven in de provincies Groningen, Friesland en Drenthe werd volledig lamgelegd en het leger moest eraan te pas komen om de wegen vrij te maken.

## Strenge winter
De winter van 1978/1979 had ook rond de jaarwisseling al gezorgd voor hevige sneeuwval en extreme vorst en op dinsdag 2 januari een zware sneeuwstorm, maar de sneeuwstorm die rond half februari opstak, overtrof deze. Deze begon al op 13 februari met langdurig regen en ijzel en een toenemende oostenwind. Takken braken af onder de ijslast en wind en het noorden had al grote verkeersproblemen.

## Sneeuwduinen
Op woensdag 14 februari 1979 ontwaakte het grootste deel van het land met een ware sneeuwstorm die een groot deel van de dag voortduurde en daarbij het hevigst was in het noorden van het land. Waarnemers spraken over dikke gordijnen van voortjagende sneeuw bij vijf graden vorst en een ijzig koude wind. Bij sommige woningen stoof de sneeuw op tot het dakraam, hoogspanningsdraden sneuvelden en zelfs de snelwegen raakten volledig geblokkeerd; een trein raakte in Station Visvliet ingesneeuwd en moest door militairen worden bevrijd. Complete dorpen als bijvoorbeeld Uithuizermeeden en Pieterzijl werden voor meerdere dagen van de buitenwereld afgesneden. In de loop van de dag hield het sneeuwen op, maar de aanhoudende, stormachtige wind zorgde voor zware driftsneeuw die met vlagen van 100 km/uur ongeveer 90 uur achtereen over grote afstanden werd meegevoerd, vooral vanuit Duitsland. De sneeuwduinen die daardoor ontstonden, bereikten hoogtes van 3 tot 6 meter. Bussen en treinen reden in het noorden niet meer en elders met grote vertraging en uitval. Ziekenhuizen werden onbereikbaar. Er werd gehamsterd en brood en melk raakten uitverkocht. Het openbare leven kwam in het noorden van het land enkele dagen nagenoeg tot stilstand. Ook boeren hadden grote problemen; de afvoer van melk stagneerde evenals de aanvoer van veevoeder.